# 옹치
옹치(雍齒, ? - 기원전 192년)은 중국 진나라 말기 ~ 전한 초기의 군인으로, 사천군 패현(沛縣) 사람이다.

## 생애
패현의 유력자로, 왕릉과는 사이가 좋았으며, 유방과는 사이가 좋지 않았다. 진 이세황제 원년(기원전 209년), 유방이 거병하여 패현을 본거지로 삼고, 이듬해에 옹치에게 패현 관할의 풍읍(豊邑)을 맡겼다. 그러나 옹치는 위나라 왕 위구에게 풍읍을 바치고 항복하여, 유방이 거병 초기에 고초를 겪었다.
그 후 초한전쟁이 지속되다 옹치는 유방에게 항복하였고 공로를 세웠다. 그리고 고조 6년(기원전 201년), 한 고조 유방은 공신들을 열후에 봉했는데, 특히 공로가 큰 20명을 열후에 봉한 후에는 공적 다툼이 결론나지 않아 봉작을 내리지 못했다. 봉작이 내려지지 않는 것에 대한 불만과, 자신들을 죽이려고 하는 것이라는 두려움에서 제장들 사이에 반란을 일으키려는 자가 있음을 장량이 알고, 고조와 상담하여 고조가 특히 한을 품기로 유명한 자를 열후에 봉함으로써 다른 사람들을 안심시키도록 말했다. 이에 고조는 옹치를 십방후(汁方侯)에 봉하고, 봉읍으로 2천 5백 호를 내렸다. 제장들은 옹치가 후에 봉해진 것을 보고 안도했다.
혜제 3년(기원전 192년)에 죽으니 시호를 숙(肅)이라 했고, 아들 옹거록이 작위를 이었다. 삼국 시대 때 익주 남부에서 반란을 일으킨 옹개는 옹치의 후손이다.

## 가계

### 관련 인물
- 옹개

| 전임 (첫 봉건) | 전한의 십방후 기원전 200년 3월 무자일 ~ 기원전 192년 | 후임 아들 십방강후 옹거록 |